# Lijst van voetbalinterlands Laos - Singapore
Deze lijst van voetbalinterlands is een overzicht van alle officiële voetbalwedstrijden tussen de nationale teams van Laos en Singapore. De landen hebben tot op heden dertien keer tegen elkaar gespeeld. De eerste ontmoeting, een vriendschappelijke wedstrijd, werd gespeeld in Bangkok (Thailand) op 14 november 1970. Het laatste duel, een groepswedstrijd tijdens de Zuidoost-Azië Cup 2022, vond plaats op 27 december 2022 in Vientiane.

## Wedstrijden
| №  | Plaats    | Datum            | Competitie                      | Wedstrijd        | Uitslag |
| -- | --------- | ---------------- | ------------------------------- | ---------------- | ------- |
| 1  | Bangkok   | 14 november 1970 | Vriendschappelijk               | Laos − Singapore | 3 − 0   |
| 2  | Bangkok   | 10 december 1974 | Vriendschappelijk               | Laos − Singapore | 0 − 2   |
| 3  | Lamphun   | 10 december 1995 | Zuidoost-Aziatische Spelen 1995 | Laos − Singapore | 0 − 0   |
| 4  | Hanoi     | 30 augustus 1998 | Zuidoost-Azië Cup 1998          | Singapore − Laos | 4 − 1   |
| 5  | Songkhla  | 9 november 2000  | Zuidoost-Azië Cup 2000          | Singapore − Laos | 3 − 0   |
| 6  | Singapore | 20 december 2002 | Zuidoost-Azië Cup 2002          | Singapore − Laos | 2 − 1   |
| 7  | Hanoi     | 13 december 2004 | Zuidoost-Azië Cup 2004          | Singapore − Laos | 6 − 2   |
| 8  | Singapore | 15 januari 2007  | Zuidoost-Azië Cup 2007          | Singapore − Laos | 11 − 0  |
| 9  | Shah Alam | 1 december 2012  | Zuidoost-Azië Cup 2012          | Singapore − Laos | 4 − 3   |
| 10 | Vientiane | 7 juni 2013      | Vriendschappelijk               | Laos − Singapore | 2 − 5   |
| 11 | Singapore | 10 oktober 2013  | Vriendschappelijk               | Singapore − Laos | 1 − 0   |
| 12 | Singapore | 13 november 2014 | Vriendschappelijk               | Singapore − Laos | 2 − 0   |
| 13 | Vientiane | 27 december 2022 | Zuidoost-Azië Cup 2022          | Laos − Singapore | 0 − 2   |

## Samenvatting
| Competitie                 | Totaal gespeeld | Winst Laos | Gelijk | Winst Singapore | Doelsaldo Laos – Singapore |
| -------------------------- | --------------- | ---------- | ------ | --------------- | -------------------------- |
| Zuidoost-Azië Cup          | 7               | 0          | 0      | 7               | 7 − 32                     |
| Zuidoost-Aziatische Spelen | 1               | 0          | 1      | 0               | 0 − 0                      |
| Vriendschappelijk          | 5               | 1          | 0      | 4               | 5 − 10                     |
| Totaal                     | 13              | 1          | 1      | 11              | 12 − 42                    |

LFF · 
A-internationals · 
Laotiaans vrouwenelftal
1960 – 1969 · 
1970 – 1979 · 
1980 – 1989 · 
1990 – 1999 · 
2000 – 2009 · 
2010 – 2019 ·
2020 − 2029
Afghanistan ·
Bangladesh ·
Bhutan ·
Brunei ·
Cambodja ·
China ·
Filipijnen ·
Guam ·
Hongkong ·
India ·
Indonesië ·
Iran ·
Jordanië ·
Kazachstan ·
Koeweit ·
Lesotho ·
Libanon ·
Macau ·
Malediven ·
Maleisië ·
Mongolië ·
Myanmar ·
Nepal ·
Oman ·
Oost-Timor ·
Qatar ·
Saoedi-Arabië ·
Singapore ·
Sri Lanka ·
Syrië ·
Taiwan ·
Thailand ·
Turkmenistan ·
Verenigde Arabische Emiraten ·
Vietnam ·
Zuid-Korea ·
Zuid-Vietnam
FAS · 
Lijst van A-internationals · 
Singaporees vrouwenelftal
1960 – 1969 ·
1970 – 1979 ·
1980 – 1989 ·
1990 – 1999 ·
2000 – 2009 ·
2010 – 2019
Afghanistan ·
Argentinië ·
Australië · 
Azerbeidzjan · 
Bahrein · 
Bangladesh · 
Brunei · 
Cambodja · 
Canada · 
China · 
Denemarken · 
Fiji ·
Filipijnen · 
Finland · 
Ghana · 
Guam ·
Hongkong · 
India · 
Indonesië · 
Irak · 
Iran · 
Israël · 
Japan · 
Jemen ·
Jordanië · 
Kazachstan · 
Kirgizië · 
Koeweit · 
Laos · 
Libanon · 
Macau · 
Malediven · 
Maleisië · 
Mauritius ·
Mongolië · 
Myanmar · 
Nepal · 
Nieuw-Zeeland · 
Noord-Korea · 
Noorwegen · 
Oezbekistan · 
Oman · 
Oost-Timor · 
Pakistan · 
Palestina · 
Papoea-Nieuw-Guinea ·
Polen · 
Qatar ·
Salomonseilanden · 
Saoedi-Arabië · 
Sri Lanka · 
Syrië · 
Tadzjikistan · 
Taiwan · 
Thailand · 
Turkmenistan · 
Uruguay · 
Verenigde Arabische Emiraten · 
Vietnam · 
Zuid-Korea · 
Zuid-Vietnam · 
Zweden